# Saint-Germain-de-Grantham
Saint-Germain-de-Grantham är en kommun och tätort (centre de population) i provinsen Québec i Kanada. Den ligger i regionen Centre-du-Québec, i den sydöstra delen av landet, 240 km öster om huvudstaden Ottawa.